# FK Glasinac Sokolac
Der Fudbalski Klub Glasinac Sokolac  war ein bosnischer Fußballverein aus Sokolac. Der Verein spielte zuletzt in der dritten Liga Bosniens. Die Vereinsfarben sind blau-rot.

## Allgemeines
Der Verein wurde 1936 gegründet und spielte bis zum Zerfall Jugoslawiens in deren Liga. Nach dem Zerfall wurde der Verein in den bosnischen Verband eingefügt. Seit diesem Zeitpunkt spielt Glasinac im bosnischen Ligasystem. 1993 schaffte der Verein seinen ersten Aufstieg in die höchste Spielklasse des Balkanlandes. 2004 musste der Verein nach einem 15. Platz den bitteren Gang in die dritte Liga Bosniens antreten. Im Jahr 2010 folgte dann ein weiterer Abstieg in die viertklassige Regionalliga. 2011 löste sich der Verein auf.